# Zhiping, Chengkou
Zhiping (kinesiska: 治平) är en socken i sydvästra Kina. Den ligger i Chengkou härad i storstadsområdet Chongqing, omkring 330 kilometer nordost om det centrala stadsdistriktet Yuzhong. Antalet invånare är 3334. Befolkningen består av 1 617 kvinnor och 1 717 män. Barn under 15 år utgör 26,0 %, vuxna 15-64 år 61 %, och äldre över 65 år 11,0 %.